# Filipijns voetbalelftal (mannen)
Het Filipijns voetbalelftal is een team van voetballers dat de Filipijnen vertegenwoordigt bij internationale wedstrijden zoals de kwalificatiewedstrijden voor het Wereldkampioenschap voetbal, de Asian Cup en het ASEAN voetbalkampioenschap. De bijnaam van dit elftal is Azkals en is een verbastering van het Filipijnse woord voor zwerfhonden asong kalye, verwijzend naar de opname van diverse spelers met een half buitenlandse afkomst in het nationale team.

## Geschiedenis
De eerste wedstrijd van het Filipijns voetbalelftal was op 1 februari 1913 tegen China.
De Filipijnen hebben in het verleden nooit successen behaald in het internationale voetbal. Het is een van de zwakkere teams ter wereld. Ze hebben niet deelgenomen aan de kwalificatie van het wereldkampioenschap voetbal 2006 zodat ze zich meer konden focussen op de ontwikkeling van het jeugdvoetbal en de regionale competities zoals de Zuidoost-Aziatische Spelen. Een van de redenen dat het Filipijns voetbalelftal nooit veel succes heeft geboekt is het feit dat het voetbal in de Filipijnen niet tot de favoriete sporten behoorde. Bij de inauguratie van het met steun van de FIFA gebouwde nieuwe hoofdkwartier van de Philippines Football Federation begin augustus 2008 beloofde toenmalig president Gloria Macapagal-Arroyo aan FIFA-president Sepp Blatter en AFC-president Mohamed Bin Hammam de PFF te zullen helpen bij de ontwikkeling van de sport in de Filipijnen. Sinds 2010 behaalden de Azcals diverse successen. Nadat ze zich eerst in mei 2010 via een kwalificatietoernooi hadden geplaatst voor het ASEAN voetbalkampioenschap, behaalde ze eind 2010 de halve finale van dat toernooi, waarin ze werden verslagen door Indonesië. Begin 2011 werd deze succesvolle periode gecontinueerd toen het nationale elftal zich ten koste van onder andere het thuisspelende Myanmar als groepswinnaar plaatste voor de AFC Challenge Cup 2012. Begin juli van dat jaar plaatste het team zich middels een dubbele ontmoeting tegen Sri Lanka voor de tweede ronde van de kwalificatiereeks voor het WK 2014. De 4-0-overwinning in het Rizal Memorial Stadium voor een enthousiast publiek van 12.500 man betekende de eerste overwinning ooit in een WK-kwalificatiewedstrijd. In maart 2012 werden de Filipijnen derde bij de AFC Challenge Cup door een overwinning van 4-3 op Palestina in de kleine finale.
Op de FIFA-wereldranglijst stonden de Filipijnen in december 2013 op de 127e positie, op dat moment hun hoogste notering ooit. Hun laagste positie ooit was de 195e plaats in september 2006.

## Deelname aan internationale toernooien
Het Filipijns elftal speelde pas in 1996 voor het eerst een kwalificatiewedstrijd voor een WK. Het had zich wel voor eerdere WK's ingeschreven, maar trok zich zonder een wedstrijd te spelen terug voor de WK's van 1950 en 1974, terwijl de inschrijving voor het WK 1966 door de FIFA niet werd geaccepteerd. Tijdens de kwalificatie voor het WK 2014 werd voor het eerst een kwalificatieronde overleefd. Begin 2019 doet het Filipijnse voetbalelftal voor de eerste keer in de geschiedenis mee aan het hoofdtoernooi van het Aziatisch kampioenschap voetbal.

### Wereldkampioenschap
| Wereldkampioenschap voetbal overzicht | Wereldkampioenschap voetbal overzicht | Wereldkampioenschap voetbal overzicht | Wereldkampioenschap voetbal overzicht | Wereldkampioenschap voetbal overzicht | Wereldkampioenschap voetbal overzicht | Wereldkampioenschap voetbal overzicht | Wereldkampioenschap voetbal overzicht | Wereldkampioenschap voetbal overzicht |
| Jaar                                  | Ronde                                 | Wed.                                  | W                                     | G                                     | V                                     | DV                                    | DT                                    |                                       |
| ------------------------------------- | ------------------------------------- | ------------------------------------- | ------------------------------------- | ------------------------------------- | ------------------------------------- | ------------------------------------- | ------------------------------------- | ------------------------------------- |
| 1950                                  | Teruggetrokken                        | Teruggetrokken                        | Teruggetrokken                        | Teruggetrokken                        | Teruggetrokken                        | Teruggetrokken                        | Teruggetrokken                        |                                       |
| 1966                                  | Inschrijving niet geaccepteerd        | Inschrijving niet geaccepteerd        | Inschrijving niet geaccepteerd        | Inschrijving niet geaccepteerd        | Inschrijving niet geaccepteerd        | Inschrijving niet geaccepteerd        | Inschrijving niet geaccepteerd        |                                       |
| 1974                                  | Teruggetrokken                        | Teruggetrokken                        | Teruggetrokken                        | Teruggetrokken                        | Teruggetrokken                        | Teruggetrokken                        | Teruggetrokken                        |                                       |
| 1998                                  | Niet gekwalificeerd                   | Niet gekwalificeerd                   | Niet gekwalificeerd                   | Niet gekwalificeerd                   | Niet gekwalificeerd                   | Niet gekwalificeerd                   | Niet gekwalificeerd                   |                                       |
| 2002                                  | Niet gekwalificeerd                   | Niet gekwalificeerd                   | Niet gekwalificeerd                   | Niet gekwalificeerd                   | Niet gekwalificeerd                   | Niet gekwalificeerd                   | Niet gekwalificeerd                   |                                       |
| 2006–2010                             | Geen deelname                         | Geen deelname                         | Geen deelname                         | Geen deelname                         | Geen deelname                         | Geen deelname                         | Geen deelname                         |                                       |
| 2014                                  | Niet gekwalificeerd                   | Niet gekwalificeerd                   | Niet gekwalificeerd                   | Niet gekwalificeerd                   | Niet gekwalificeerd                   | Niet gekwalificeerd                   | Niet gekwalificeerd                   |                                       |
| 2018                                  | Niet gekwalificeerd                   | Niet gekwalificeerd                   | Niet gekwalificeerd                   | Niet gekwalificeerd                   | Niet gekwalificeerd                   | Niet gekwalificeerd                   | Niet gekwalificeerd                   |                                       |
| 2022                                  | Niet gekwalificeerd                   | Niet gekwalificeerd                   | Niet gekwalificeerd                   | Niet gekwalificeerd                   | Niet gekwalificeerd                   | Niet gekwalificeerd                   | Niet gekwalificeerd                   |                                       |
| 2026                                  | Niet gekwalificeerd                   | Niet gekwalificeerd                   | Niet gekwalificeerd                   | Niet gekwalificeerd                   | Niet gekwalificeerd                   | Niet gekwalificeerd                   | Niet gekwalificeerd                   |                                       |

### Azië Cup
| Aziatisch kampioenschap voetbal overzicht | Aziatisch kampioenschap voetbal overzicht | Aziatisch kampioenschap voetbal overzicht | Aziatisch kampioenschap voetbal overzicht | Aziatisch kampioenschap voetbal overzicht | Aziatisch kampioenschap voetbal overzicht | Aziatisch kampioenschap voetbal overzicht | Aziatisch kampioenschap voetbal overzicht | Aziatisch kampioenschap voetbal overzicht |
| Jaar                                      | Ronde                                     | Wed.                                      | W                                         | G                                         | V                                         | DV                                        | DT                                        | Kwal                                      |
| ----------------------------------------- | ----------------------------------------- | ----------------------------------------- | ----------------------------------------- | ----------------------------------------- | ----------------------------------------- | ----------------------------------------- | ----------------------------------------- | ----------------------------------------- |
| 1956                                      | Niet gekwalificeerd                       | Niet gekwalificeerd                       | Niet gekwalificeerd                       | Niet gekwalificeerd                       | Niet gekwalificeerd                       | Niet gekwalificeerd                       | Niet gekwalificeerd                       | Niet gekwalificeerd                       |
| 1960                                      | Niet gekwalificeerd                       | Niet gekwalificeerd                       | Niet gekwalificeerd                       | Niet gekwalificeerd                       | Niet gekwalificeerd                       | Niet gekwalificeerd                       | Niet gekwalificeerd                       | Niet gekwalificeerd                       |
| 1964                                      | Teruggetrokken                            | Teruggetrokken                            | Teruggetrokken                            | Teruggetrokken                            | Teruggetrokken                            | Teruggetrokken                            | Teruggetrokken                            | Teruggetrokken                            |
| 1968                                      | Niet gekwalificeerd                       | Niet gekwalificeerd                       | Niet gekwalificeerd                       | Niet gekwalificeerd                       | Niet gekwalificeerd                       | Niet gekwalificeerd                       | Niet gekwalificeerd                       | Niet gekwalificeerd                       |
| 1972                                      | Teruggetrokken                            | Teruggetrokken                            | Teruggetrokken                            | Teruggetrokken                            | Teruggetrokken                            | Teruggetrokken                            | Teruggetrokken                            | Teruggetrokken                            |
| 1976                                      | Teruggetrokken                            | Teruggetrokken                            | Teruggetrokken                            | Teruggetrokken                            | Teruggetrokken                            | Teruggetrokken                            | Teruggetrokken                            | Teruggetrokken                            |
| 1980                                      | Niet gekwalificeerd                       | Niet gekwalificeerd                       | Niet gekwalificeerd                       | Niet gekwalificeerd                       | Niet gekwalificeerd                       | Niet gekwalificeerd                       | Niet gekwalificeerd                       | Niet gekwalificeerd                       |
| 1984                                      | Niet gekwalificeerd                       | Niet gekwalificeerd                       | Niet gekwalificeerd                       | Niet gekwalificeerd                       | Niet gekwalificeerd                       | Niet gekwalificeerd                       | Niet gekwalificeerd                       | Niet gekwalificeerd                       |
| 1988–1992                                 | Geen deelname                             | Geen deelname                             | Geen deelname                             | Geen deelname                             | Geen deelname                             | Geen deelname                             | Geen deelname                             | Geen deelname                             |
| 1996                                      | Niet gekwalificeerd                       | Niet gekwalificeerd                       | Niet gekwalificeerd                       | Niet gekwalificeerd                       | Niet gekwalificeerd                       | Niet gekwalificeerd                       | Niet gekwalificeerd                       | Niet gekwalificeerd                       |
| 2000                                      | Niet gekwalificeerd                       | Niet gekwalificeerd                       | Niet gekwalificeerd                       | Niet gekwalificeerd                       | Niet gekwalificeerd                       | Niet gekwalificeerd                       | Niet gekwalificeerd                       | Niet gekwalificeerd                       |
| 2004–2007                                 | Geen deelname                             | Geen deelname                             | Geen deelname                             | Geen deelname                             | Geen deelname                             | Geen deelname                             | Geen deelname                             | Geen deelname                             |
| 2011                                      | Niet gekwalificeerd                       | Niet gekwalificeerd                       | Niet gekwalificeerd                       | Niet gekwalificeerd                       | Niet gekwalificeerd                       | Niet gekwalificeerd                       | Niet gekwalificeerd                       | Niet gekwalificeerd                       |
| 2015                                      | Niet gekwalificeerd                       | Niet gekwalificeerd                       | Niet gekwalificeerd                       | Niet gekwalificeerd                       | Niet gekwalificeerd                       | Niet gekwalificeerd                       | Niet gekwalificeerd                       | Niet gekwalificeerd                       |
| 2019                                      | Groepsfase                                | 3                                         | 0                                         | 0                                         | 3                                         | 1                                         | 7                                         | (Kwal.)                                   |
| 2023                                      | Niet gekwalificeerd                       | Niet gekwalificeerd                       | Niet gekwalificeerd                       | Niet gekwalificeerd                       | Niet gekwalificeerd                       | Niet gekwalificeerd                       | Niet gekwalificeerd                       | Niet gekwalificeerd                       |

### Zuidoost-Aziatisch kampioenschap
| Zuidoost-Aziatisch kampioenschap voetbal overzicht | Zuidoost-Aziatisch kampioenschap voetbal overzicht | Zuidoost-Aziatisch kampioenschap voetbal overzicht | Zuidoost-Aziatisch kampioenschap voetbal overzicht | Zuidoost-Aziatisch kampioenschap voetbal overzicht | Zuidoost-Aziatisch kampioenschap voetbal overzicht | Zuidoost-Aziatisch kampioenschap voetbal overzicht | Zuidoost-Aziatisch kampioenschap voetbal overzicht | Zuidoost-Aziatisch kampioenschap voetbal overzicht |
| Jaar                                               | Ronde                                              | Wed.                                               | W                                                  | G                                                  | V                                                  | DV                                                 | DT                                                 | Kwal                                               |
| -------------------------------------------------- | -------------------------------------------------- | -------------------------------------------------- | -------------------------------------------------- | -------------------------------------------------- | -------------------------------------------------- | -------------------------------------------------- | -------------------------------------------------- | -------------------------------------------------- |
| 1996                                               | Groepsfase                                         | 4                                                  | 0                                                  | 0                                                  | 4                                                  | 0                                                  | 16                                                 |                                                    |
| 1998                                               | Groepsfase                                         | 3                                                  | 0                                                  | 0                                                  | 3                                                  | 3                                                  | 11                                                 | (Kwal.)                                            |
| 2000                                               | Groepsfase                                         | 3                                                  | 0                                                  | 0                                                  | 3                                                  | 0                                                  | 8                                                  |                                                    |
| 2002                                               | Groepsfase                                         | 4                                                  | 0                                                  | 0                                                  | 4                                                  | 3                                                  | 24                                                 |                                                    |
| 2004                                               | Groepsfase                                         | 4                                                  | 1                                                  | 0                                                  | 3                                                  | 4                                                  | 9                                                  |                                                    |
| 2007                                               | Groepsfase                                         | 3                                                  | 0                                                  | 1                                                  | 2                                                  | 0                                                  | 8                                                  | (Kwal.)                                            |
| 2008                                               | Niet gekwalificeerd                                | Niet gekwalificeerd                                | Niet gekwalificeerd                                | Niet gekwalificeerd                                | Niet gekwalificeerd                                | Niet gekwalificeerd                                | Niet gekwalificeerd                                | Niet gekwalificeerd                                |
| 2010                                               | Halve finale                                       | 5                                                  | 1                                                  | 2                                                  | 2                                                  | 3                                                  | 3                                                  | (Kwal.)                                            |
| 2012                                               | Halve finale                                       | 5                                                  | 2                                                  | 1                                                  | 2                                                  | 4                                                  | 3                                                  |                                                    |
| 2014                                               | Halve finale                                       | 5                                                  | 2                                                  | 1                                                  | 2                                                  | 9                                                  | 7                                                  |                                                    |
| 2016                                               | Groepsfase                                         | 3                                                  | 0                                                  | 2                                                  | 1                                                  | 2                                                  | 3                                                  |                                                    |
| 2018                                               | Halve finale                                       | 6                                                  | 2                                                  | 2                                                  | 2                                                  | 7                                                  | 7                                                  |                                                    |
| 2020                                               | Groepsfase                                         | 4                                                  | 2                                                  | 0                                                  | 2                                                  | 12                                                 | 6                                                  |                                                    |
| 2022                                               | Groepsfase                                         | 4                                                  | 1                                                  | 0                                                  | 3                                                  | 8                                                  | 10                                                 |                                                    |
| 2024                                               | Halve finale                                       | 6                                                  | 2                                                  | 3                                                  | 1                                                  | 7                                                  | 7                                                  |                                                    |

### AFC Challenge Cup
| AFC Challenge Cup overzicht | AFC Challenge Cup overzicht | AFC Challenge Cup overzicht | AFC Challenge Cup overzicht | AFC Challenge Cup overzicht | AFC Challenge Cup overzicht | AFC Challenge Cup overzicht | AFC Challenge Cup overzicht | AFC Challenge Cup overzicht |
| Jaar                        | Ronde                       | Wed.                        | W                           | G                           | V                           | DV                          | DT                          | Kwal                        |
| --------------------------- | --------------------------- | --------------------------- | --------------------------- | --------------------------- | --------------------------- | --------------------------- | --------------------------- | --------------------------- |
| 2006                        | Groepsfase                  | 3                           | 0                           | 2                           | 1                           | 2                           | 3                           |                             |
| 2008                        | Niet gekwalificeerd         | Niet gekwalificeerd         | Niet gekwalificeerd         | Niet gekwalificeerd         | Niet gekwalificeerd         | Niet gekwalificeerd         | Niet gekwalificeerd         | Niet gekwalificeerd         |
| 2010                        | Niet gekwalificeerd         | Niet gekwalificeerd         | Niet gekwalificeerd         | Niet gekwalificeerd         | Niet gekwalificeerd         | Niet gekwalificeerd         | Niet gekwalificeerd         | Niet gekwalificeerd         |
| 2012                        | Derde                       | 5                           | 3                           | 0                           | 2                           | 9                           | 8                           | (Kwal.)                     |
| 2014                        | Tweede                      | 5                           | 3                           | 1                           | 1                           | 7                           | 3                           | (Kwal.)                     |

## FIFA-wereldranglijst[8]
| 1993 | 1994 | 1995 | 1996 | 1997 | 1998 | 1999 | 2000 | 2001 | 2002 | 2003 | 2004 | 2005 | 2006 | 2007 | 2008 | 2009 | 2010 | 2011 | 2012 | 2013 | 2014 | 2015 | 2016 | 2017 | 2018 |
| ---- | ---- | ---- | ---- | ---- | ---- | ---- | ---- | ---- | ---- | ---- | ---- | ---- | ---- | ---- | ---- | ---- | ---- | ---- | ---- | ---- | ---- | ---- | ---- | ---- | ---- |
| 163  | 171  | 166  | 166  | 175  | 175  | 181  | 179  | 175  | 181  | 189  | 188  | 191  | 171  | 179  | 160  | 167  | 149  | 159  | 147  | 127  | 130  | 139  | 120  | 124  | 116  |

## Bekende (oud-)spelers
PFF · 
A-internationals · 
Filipijns vrouwenelftal
Afghanistan ·
Australië ·
Azerbeidzjan ·
Bahrein ·
Bangladesh ·
Bhutan ·
Brunei ·
Cambodja ·
China ·
Estland ·
Fiji ·
Guam ·
Hongkong ·
India ·
Indonesië ·
Irak ·
Iran ·
Israël ·
Japan ·
Jemen ·
Jordanië ·
Kirgizië ·
Koeweit ·
Laos ·
Libanon ·
Macau ·
Malediven ·
Maleisië ·
Mongolië ·
Myanmar ·
Nepal ·
Noord-Korea ·
Oezbekistan ·
Oman ·
Oost-Timor ·
Pakistan ·
Palestina ·
Papoea-Nieuw-Guinea ·
Qatar ·
Singapore ·
Sri Lanka ·
Syrië ·
Tadzjikistan ·
Taiwan ·
Thailand ·
Turkmenistan ·
Verenigde Arabische Emiraten ·
Vietnam ·
Zuid-Korea ·
Zuid-Vietnam